# Chiesa di Santa Maddalena (Funes)
La chiesa di Santa Maddalena è una chiesa ubicata a Funes, nella frazione di Santa Maddalena.

## Storia e descrizione

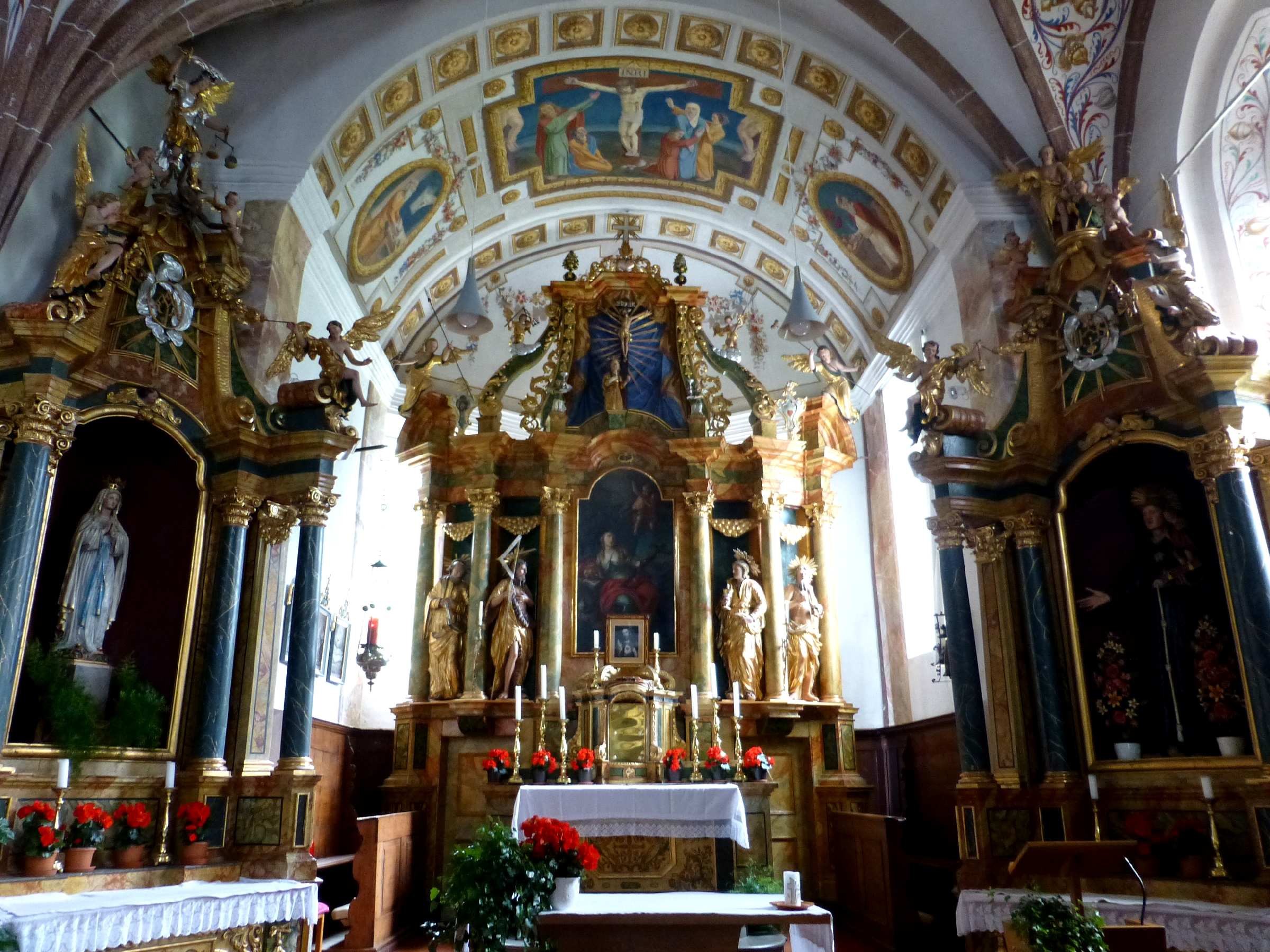
Interno

La leggenda narra che a seguito di un violento temporale, apparve, nel luogo dove poi sarebbe stata costruita la chiesa, una statua raffigurante santa Maddalena; altra leggenda invece vuole che sempre a seguito di un temporale, l'immagine della santa sia stata trasportata delle acque del rio Fopal. Si ipotizza inoltre che il sito utilizzato per la costruzione fosse utilizzato già dall'epoca preistorica per riti pagani. I primi documenti che citano l'esistenza della chiesa risalgono al 1394, probabilmente il periodo in cui venne edificata. Venne totalmente ricostruita nel 1492, conservando della vecchia struttura solo il campanile. Durante il XVIII secolo fu restaurata secondo lo stile barocco.
La chiesa di Santa Maddalena si presenta esteriormente in stile tardo gotico, mentre l'interno, a navata unica, è in stile barocco, con volta a costoloni asimmetrica. Lungo la navata è presente, su entrambi i lati, un altare, uno con statua di Nostra Signora di Lourdes, l'altro con statua ritraente sant'Antonio di Padova, mentre sull'altare maggiore è posto il dipinto di Santa Maddalena con quattro statue, due su ogni lato, raffiguranti San Pietro, San Giovanni Battista, San Giovanni Evangelista e San Girolamo. Nella volta del coro sono presenti degli affreschi realizzati nel 1928 da Johann Peskoller.